# Berliner Landespokal 1989/90
Der Paul-Rusch-Pokal 1989/90 war die 64. Austragung des Berliner Landespokals der Männer im Amateurfußball, der vom BFV zwischen 1950/51 und 1990/91 nur auf dem Gebiet von West-Berlin durchgeführt wurde. Im Endspiel kam es zur Neuauflage des Vorjahresfinales zwischen Türkiyemspor Berlin und Titelverteidiger Hertha 03 Zehlendorf. Im Gegensatz zum Vorjahr setzte sich diesmal Türkiyemspor mit 2:1 gegen Zehlendorf durch und wurde nach 1988 zum zweiten Mal Landespokalsieger. Durch diesen Sieg qualifizierte sich Türkiyemspor Berlin für den DFB-Pokal 1990/91.

## Kalender
Die Spiele des diesjährigen Berliner Landespokal wurden an folgenden Terminen ausgetragen:
| Runde         | Datum                               | Spiele  | Vereine   |
| ------------- | ----------------------------------- | ------- | --------- |
| 1. Hauptrunde | 01. – 10. August 1989               | 60 + 90 | 124 → 640 |
| 2. Hauptrunde | 15. – 17. August 1989               | 32      | 64 → 32   |
| 3. Hauptrunde | 30. August – 7. September 1989      | 16 + 20 | 32 → 16   |
| Achtelfinale  | 26. November 1989 – 24. Januar 1990 | 8 + 1   | 16 → 80   |
| Viertelfinale | 28. Januar – 18. Februar 1990       | 4 + 1   | 8 → 4     |
| Halbfinale    | 10. – 11. April 1990                | 2       | 4 → 2     |
| Finale        | 13. Mai 1990                        | 1       | 2 → 1     |

## Teilnehmende Mannschaften
Am Berliner Landespokal 1989/90 nahmen alle 124 West-Berliner Mannschaften von der Oberliga Berlin bis zur Kreisliga C teil.
Die Mannschaften gliederten sich für den Berliner Landespokal wie folgt nach Ligaebene auf (In Klammern ist die Ligaebene angegeben, in der der Verein spielt):
| Oberliga Berlin 17 Vertreter der Saison 1989/90 | Landesliga 16 Vertreter der Saison 1989/90 | Kreisliga A 1. Abteilung 16 Vertreter der Saison 1989/90 | Kreisliga A 2. Abteilung 16 Vertreter der Saison 1989/90 |
| - Reinickendorfer Füchse (OL) - Hertha 03 Zehlendorf (OL) - Spandauer SV (OL) - Wacker 04 Berlin (OL) - Türkiyemspor Berlin (OL) - Hertha BSC Amateure (OL) - SC Siemensstadt (OL) - Tennis Borussia Berlin (OL) - Tasmania Berlin (OL) - BFC Preussen (OL) - Traber FC Mariendorf (OL) - Rapide Wedding (OL) - Spandauer BC 06 (OL) - Blau-Weiß 90 Berlin Amateure (OL) - SC Charlottenburg (OL) - VfB Lichterfelde (OL) - Frohnauer SC (OL) | - TSV Rudow (LL) - SC Gatow (LL) - Mariendorfer SV 06 (LL) - VfB Neukölln (LL) - 1. FC Wilmersdorf (LL) - FV Wannsee (LL) - BFC Viktoria 1889 (LL) - SC Staaken (LL) - Schwarz-Weiß Spandau (LL) - SC Teutonia Spandau (LL) - NFC Rot-Weiß Berlin (LL) - Neuköllner Sportfreunde (LL) - Weddinger FC (LL) - Berlin Türkspor (LL) - NSC Marathon 02 (LL) - Berliner SV 1892 (LL) | - SC Westend 1901 (KLA) - SC Tegel (KLA) - Lichtenrader BC 25 (KLA) - FC Brandenburg 03 (KLA) - BBC Südost (KLA) - FC Jugoslawia (KLA) - Sportfreunde Kladow (KLA) - BSC Eintracht/Südring 1931 (KLA) - 1. FC Wacker Lankwitz (KLA) - SV Nord-Nordstern (KLA) - SV Stern Britz (KLA) - 1. FC Neukölln (KLA) - FV Blau-Weiß Spandau (KLA) - Minerva 93 Berlin (KLA) - VfL Schöneberg (KLA) - SC Borsigwalde 1910 (KLA) | - Concordia Wittenau (KLA) - FC Internationale Berlin (KLA) - BFC Meteor 06 (KLA) - BSC Hota 1921 (KLA) - 1. FC Lübars (KLA) - SV Norden-Nordwest (KLA) - SC Union 06 Berlin (KLA) - CFC Hertha 06 (KLA) - FC Stern Marienfelde (KLA) - BFC Südring (KLA) - NSC Cimbria 1900 (KLA) - BSC Rehberge 1945 (KLA) - SV Yeşilyurt Berlin (KLA) - MSV Normannia 08 (KLA) - BFC Alemannia 90 (KLA) - SC Heiligensee (KLA) |
| Kreisliga B Saison 1989/90 | Kreisliga B Saison 1989/90 | Kreisliga C Saison 1989/90 | Kreisliga C Saison 1989/90 |
| 32 Vertreter der zwei Abteilungen (KLB) | 32 Vertreter der zwei Abteilungen (KLB) | 27 Vertreter der zwei Abteilungen (KLC) | 27 Vertreter der zwei Abteilungen (KLC) |
| Ligaebene in Klammern: • OL = Oberliga • LL = Landesliga • KLA = Kreisliga A • KLB = Kreisliga B • KLC = Kreisliga C | | | |

## Spielmodus
Der Berliner Landespokal 1989/90 wurde im K.-o.-System ausgetragen. Es wurde zunächst versucht, in 90 Minuten einen Gewinner auszuspielen. Stand es danach unentschieden, kam es wie in anderen Pokalwettbewerben zu einer Verlängerung von 2 × 15 Minuten. War danach immer noch kein Sieger gefunden, wurde ein Wiederholungsspiel mit getauschtem Heimrecht angesetzt. Erst wenn es auch im Wiederholungsspiel nach Verlängerung unentschieden stand, wurde dieses im Elfmeterschießen nach dem bekannten Muster entschieden.

## Turnierbaum
|  | Achtelfinale | Achtelfinale                 | Achtelfinale         |                        |                        | Viertelfinale | Viertelfinale | Viertelfinale |  |  | Halbfinale | Halbfinale | Halbfinale |  |  | Finale | Finale | Finale |
|  |              |                              |                      |                        |                        |               |               |               |  |  |            |            |            |  |  |        |        |        |
|  | OL           | Spandauer SV                 | 2                    |                        |                        |               |               |               |  |  |            |            |            |  |  |        |        |        |
|  | OL           | Spandauer BC 06              | 0                    |                        |                        |               |               |               |  |  |            |            |            |  |  |        |        |        |
|  | OL           | Spandauer BC 06              | 0                    | OL                     | Spandauer SV           | 2 / 0         |               |               |  |  |            |            |            |  |  |        |        |        |
|  |              |                              |                      | OL                     | Spandauer SV           | 2 / 0         |               |               |  |  |            |            |            |  |  |        |        |        |
|  |              |                              | OL                   | Reinickendorfer Füchse | 2 / 2                  |               |               |               |  |  |            |            |            |  |  |        |        |        |
|  | OL           | Reinickendorfer Füchse       | OL                   | Reinickendorfer Füchse | 2 / 2                  | 2             |               |               |  |  |            |            |            |  |  |        |        |        |
|  | OL           | Reinickendorfer Füchse       |                      |                        |                        | 2             |               |               |  |  |            |            |            |  |  |        |        |        |
|  | OL           | Blau-Weiß 90 Berlin Amateure | 0                    |                        |                        |               |               |               |  |  |            |            |            |  |  |        |        |        |
|  | OL           | Blau-Weiß 90 Berlin Amateure | 0                    | OL                     | Reinickendorfer Füchse | 1             |               |               |  |  |            |            |            |  |  |        |        |        |
|  |              |                              |                      | OL                     | Reinickendorfer Füchse | 1             |               |               |  |  |            |            |            |  |  |        |        |        |
|  |              | OL                           | Hertha 03 Zehlendorf | 3                      |                        |               |               |               |  |  |            |            |            |  |  |        |        |        |
|  | OL           | OL                           | Hertha 03 Zehlendorf | 3                      | Tennis Borussia Berlin | 9             |               |               |  |  |            |            |            |  |  |        |        |        |
|  | OL           |                              |                      |                        | Tennis Borussia Berlin | 9             |               |               |  |  |            |            |            |  |  |        |        |        |
|  | KLA          | VfL Schöneberg               | 0                    |                        |                        |               |               |               |  |  |            |            |            |  |  |        |        |        |
|  | KLA          | VfL Schöneberg               | 0                    | OL                     | Tennis Borussia Berlin | 0             |               |               |  |  |            |            |            |  |  |        |        |        |
|  |              |                              |                      | OL                     | Tennis Borussia Berlin | 0             |               |               |  |  |            |            |            |  |  |        |        |        |
|  |              |                              | OL                   | Hertha 03 Zehlendorf   | 2                      |               |               |               |  |  |            |            |            |  |  |        |        |        |
|  | KLA          | FC Brandenburg 03            | OL                   | Hertha 03 Zehlendorf   | 2                      | 1             |               |               |  |  |            |            |            |  |  |        |        |        |
|  | KLA          | FC Brandenburg 03            |                      |                        |                        |               |               |               |  |  |            |            |            |  |  |        |        |        |
|  | OL           | Hertha 03 Zehlendorf         | 9                    |                        |                        |               |               |               |  |  |            |            |            |  |  |        |        |        |
|  | OL           | Hertha 03 Zehlendorf         | 9                    | OL                     | Hertha 03 Zehlendorf   | 1             |               |               |  |  |            |            |            |  |  |        |        |        |
|  |              |                              |                      |                        |                        |               |               |               |  |  |            |            |            |  |  |        |        |        |
|  |              | OL                           | Türkiyemspor Berlin  | 2                      |                        |               |               |               |  |  |            |            |            |  |  |        |        |        |
|  | KLA          | OL                           | Türkiyemspor Berlin  | 2                      | Concordia Wittenau     | 2             |               |               |  |  |            |            |            |  |  |        |        |        |
|  | KLA          |                              |                      |                        | Concordia Wittenau     | 2             |               |               |  |  |            |            |            |  |  |        |        |        |
|  | KLA          | BSC Hota 1921                | 3                    |                        |                        |               |               |               |  |  |            |            |            |  |  |        |        |        |
|  | KLA          | BSC Hota 1921                | 3                    | KLA                    | BSC Hota 1921          | 1             |               |               |  |  |            |            |            |  |  |        |        |        |
|  |              |                              |                      | KLA                    | BSC Hota 1921          | 1             |               |               |  |  |            |            |            |  |  |        |        |        |
|  |              |                              | OL                   | Türkiyemspor Berlin    | 2                      |               |               |               |  |  |            |            |            |  |  |        |        |        |
|  | OL           | Türkiyemspor Berlin          | OL                   | Türkiyemspor Berlin    | 2                      | 3 / 3         |               |               |  |  |            |            |            |  |  |        |        |        |
|  | OL           | Türkiyemspor Berlin          |                      |                        |                        | 3 / 3         |               |               |  |  |            |            |            |  |  |        |        |        |
|  | OL           | SC Charlottenburg            | 3 / 0                |                        |                        |               |               |               |  |  |            |            |            |  |  |        |        |        |
|  | OL           | SC Charlottenburg            | 3 / 0                | OL                     | Türkiyemspor Berlin    | 1             |               |               |  |  |            |            |            |  |  |        |        |        |
|  |              |                              |                      | OL                     | Türkiyemspor Berlin    | 1             |               |               |  |  |            |            |            |  |  |        |        |        |
|  |              | OL                           | Hertha BSC Amateure  | 0                      |                        |               |               |               |  |  |            |            |            |  |  |        |        |        |
|  | OL           | OL                           | Hertha BSC Amateure  | 0                      | Rapide Wedding         | 1             |               |               |  |  |            |            |            |  |  |        |        |        |
|  | OL           |                              |                      |                        |                        |               |               |               |  |  |            |            |            |  |  |        |        |        |
|  | OL           | Hertha BSC Amateure          | 2                    |                        |                        |               |               |               |  |  |            |            |            |  |  |        |        |        |
|  | OL           | Hertha BSC Amateure          | 2                    | OL                     | Hertha BSC Amateure    | 2             |               |               |  |  |            |            |            |  |  |        |        |        |
|  |              |                              |                      | OL                     | Hertha BSC Amateure    | 2             |               |               |  |  |            |            |            |  |  |        |        |        |
|  |              |                              | OL                   | BFC Preussen           | 0                      |               |               |               |  |  |            |            |            |  |  |        |        |        |
|  | OL           | BFC Preussen                 | OL                   | BFC Preussen           | 0                      | 4             |               |               |  |  |            |            |            |  |  |        |        |        |
|  | OL           | BFC Preussen                 |                      |                        |                        |               |               |               |  |  |            |            |            |  |  |        |        |        |
|  | OL           | Traber FC Mariendorf         | 1                    |                        |                        |               |               |               |  |  |            |            |            |  |  |        |        |        |

## Ergebnisse

### 1. Hauptrunde
An der 1. Hauptrunde nahmen alle 124 Mannschaften teil, wobei drei Mannschaften ein Freilos hatten.
| Datum                 |                                     | Ergebnis   |                                    |
| --------------------- | ----------------------------------- | ---------- | ---------------------------------- |
| Di 0.1.08., 18:00 Uhr | NFC Rot-Weiß Berlin (LL)            | 0:3        | Hertha BSC Amateure (OL)           |
| Mi 0.2.08., 18:00 Uhr | Frohnauer SC (OL)                   | 0:2        | SC Charlottenburg (OL)             |
| Mi 0.2.08., 18:00 Uhr | Blau-Weiß 90 Berlin Amateure (OL)   | 7:0        | DJK Westen 23 (KLC)                |
| Mi 0.2.08., 18:00 Uhr | FC Göztepe 1978 (KLB)               | 1:3        | Spandauer BC 06 (OL)               |
| Mi 0.2.08., 18:30 Uhr | Wacker 04 Berlin (OL)               | 4:2        | Berlin Türkspor (LL)               |
| Mi 0.2.08., 18:30 Uhr | BBC Südost (KLA)                    | 1:2        | Tennis Borussia Berlin (OL)        |
| Mi 0.2.08., 19:00 Uhr | Türkiyemspor Berlin (OL)            | 5:2        | FV Wannsee (LL)                    |
| Mi 0.2.08., 19:00 Uhr | VfB Lichterfelde (OL)               | 7:0        | SV Adler Lichtenrade (KLB)         |
| Do 03.08., 18:00 Uhr  | SC Ruhleben (KLC)                   | 1:2        | SC Siemensstadt (OL)               |
| Do 03.08., 18:00 Uhr  | NSC Marathon 02 (LL)                | 1:6        | Hertha 03 Zehlendorf (OL)          |
| Do 03.08., 18:00 Uhr  | BFC Preussen (OL)                   | 010:0 (a)  | FC Grunewald (KLC)                 |
| Do 03.08., 18:00 Uhr  | Alemannia 06 Haselhorst (KLB)       | 1:5        | Traber FC Mariendorf (OL)          |
| Do 03.08., 18:00 Uhr  | Tasmania Berlin (OL)                | 8:1        | DJK Roland-Borsigwalde (KLC)       |
| Do 03.08., 18:30 Uhr  | RFC Alt-Holland (KLC)               | 0:4        | Reinickendorfer Füchse (OL)        |
| Do 03.08., 19:00 Uhr  | SC Azur 1951 (KLB)                  | 1:5        | Rapide Wedding (OL)                |
| Do 03.08., 19:00 Uhr  | FCK Frohnau (KLC)                   | 0:6        | Spandauer SV (OL)                  |
| So 06.08., 10:40 Uhr  | FC Brandenburg 03 (KLA)             | 5:1        | TSV Rudow (LL)                     |
| So 06.08., 11:15 Uhr  | VfL Schöneberg (KLA)                | 4:2        | BSC Eintracht/Südring 1931 (KLA)   |
| So 06.08., 15:00 Uhr  | Sportfreunde Kladow (KLA)           | 2:3        | FC Stern Marienfelde (KLA)         |
| So 06.08., 15:00 Uhr  | FSV Hansa 07 Berlin (KLB)           | 6:3        | SC Lankwitz (KLB)                  |
| So 06.08., 15:00 Uhr  | FV Blau-Weiß Spandau (KLA)          | 2:0        | KSF Umutspor (KLC)                 |
| So 06.08., 15:00 Uhr  | Neuköllner Sportfreunde (LL)        | 2:1        | SC Heiligensee (KLA)               |
| So 06.08., 15:00 Uhr  | SV Süden 09 (KLC)                   | 0:6        | 1. FC Wacker Lankwitz (KLA)        |
| So 06.08., 15:00 Uhr  | SC Teutonia Spandau (LL)            | 4:2 n. V.  | ASV Berlin (KLB)                   |
| So 06.08., 15:00 Uhr  | CFC Hertha 06 (KLA)                 | 2:2 n. V.  | SSC Südwest 1947 (KLB)             |
| So 06.08., 15:00 Uhr  | SV Norden-Nordwest (KLA)            | 4:3 n. V.  | Lichtenrader BC 25 (KLA)           |
| So 06.08., 15:00 Uhr  | DJK Schwarz-Weiß Neukölln (KLB)     | 2:2 n. V.  | Concordia Wittenau (KLA)           |
| So 06.08., 15:00 Uhr  | SC Union 06 Berlin (KLA)            | 1:3        | Berliner AK 07 (KLB)               |
| So 06.08., 15:00 Uhr  | VfB Pankow (KLB)                    | 0:1        | BSC Agrispor (KLC)                 |
| So 06.08., 15:00 Uhr  | SV Dresdenia 1924 (KLC)             | 1:1 n. V.  | NSC Südstern 08 (KLB)              |
| So 06.08., 15:00 Uhr  | Friedenauer TSC (KLB)               | 0:1        | BSV Normannia 08 (KLA)             |
| So 06.08., 15:00 Uhr  | SpVgg Hellas-Nordwest 04 (KLB)      | 1:1 n. V.  | BFC Viktoria 1889 (LL)             |
| So 06.08., 15:00 Uhr  | Post SV Berlin 1974 (KLB)           | 2:3        | 1. FC Neukölln (KLA)               |
| So 06.08., 15:00 Uhr  | TSV Helgoland 1897 (KLC)            | 1:2        | VfB Neukölln (LL)                  |
| So 06.08., 15:00 Uhr  | BSC Hota 1921 (KLA)                 | 3:0        | VfB Hermsdorf (KLB)                |
| So 06.08., 15:00 Uhr  | Olympiakos Berlin (KLC)             | 1:4        | Berliner SV 1892 (LL)              |
| So 06.08., 15:00 Uhr  | FC Tiergarten 1958 (KLB)            | 0:1        | SC Gatow (LL)                      |
| So 06.08., 15:00 Uhr  | 1. FC Wilmersdorf (LL)              | 0:3        | 1. FC Lübars (KLA)                 |
| So 06.08., 15:00 Uhr  | FC Internationale Berlin (KLA)      | 3:3 n. V.  | SFC Stern 1900 (KLB)               |
| So 06.08., 15:00 Uhr  | SC Staaken (LL)                     | 2:0        | BFC Germania 1888 (KLB)            |
| So 06.08., 15:00 Uhr  | SC Berliner Amateure (KLC)          | 3:2        | FC Jugoslawia (KLA)                |
| So 06.08., 15:00 Uhr  | SC Westend 1901 (KLA)               | 5:0        | SV Yeşilyurt Berlin (KLA)          |
| So 06.08., 15:00 Uhr  | Steglitz GB (KLC)                   | 1:2        | SC Union Südost (KLC)              |
| So 06.08., 15:00 Uhr  | BFC Alemannia 90 (KLA)              | 1:1 n. V.  | SV Nord-Nordstern (KLA)            |
| So 06.08., 15:00 Uhr  | FC Phönix 1956 (KLC)                | 2:3        | SG Eichkamp (KLB)                  |
| So 06.08., 15:00 Uhr  | SpVgg Schöneberg (KLB)              | 4:4 n. V.  | BSC Kickers 1900 (KLB)             |
| So 06.08., 15:00 Uhr  | BSC Rehberge 1945 (KLA)             | 2:1        | Weddinger FC (LL)                  |
| So 06.08., 15:00 Uhr  | BSV Hürtürk (KLC)                   | 1:3        | Schwarz-Weiß Spandau (LL)          |
| So 06.08., 15:00 Uhr  | Berliner TSV 1850 (KLB)             | 3:1        | BSV Grün-Weiss Neukölln (KLC)      |
| So 06.08., 15:00 Uhr  | SV Stern Britz (KLA)                | 2:4        | Minerva 93 Berlin (KLA)            |
| So 06.08., 15:00 Uhr  | SC Borsigwalde 1910 (KLA)           | 3:3 n. V.  | BFC Südring (KLA)                  |
| So 06.08., 15:00 Uhr  | SpVgg DJK Burgund 1922 (KLC)        | 0:2        | SV Corso 1899 / Vineta (KLB)       |
| So 06.08., 15:00 Uhr  | SG Rupenhorn (KLC)                  | 4:2 n. V.  | 1. FC Concordia Gropiusstadt (KLC) |
| So 06.08., 15:00 Uhr  | SC Tegel (KLA)                      | 0:3        | Mariendorfer SV 06 (LL)            |
| So 06.08., 15:00 Uhr  | Berliner Sport-Club (KLB)           | 1:2        | BFC Olympia 1953 (KLB)             |
| So 06.08., 15:00 Uhr  | FC Vatanspor / Akcayspor 1976 (KLC) | 4:3        | SD Croatia Berlin (KLC)            |
| So 06.08., 15:00 Uhr  | Polizei SV Berlin (KLB)             | 1:1 n. V.  | VfB Britz (KLB)                    |
| So 06.08., 15:00 Uhr  | Anadoluspor Berlin (KLC)            | 1:3 n. V.  | Charlottenburger SV 1897 (KLB)     |
| So 06.08., 15:00 Uhr  | Tunesischer SV Berlin (KLC)         | 0:9        | BFC Meteor 06 (KLA)                |
| So 06.08., 15:00 Uhr  | Spandauer SC 99 (KLB)               | 1:0        | Neuköllner SC Sperber (KLC)        |
| 0                     |                                     | kampflos 1 | RFC Liberta (KLB)                  |

Durch ein Freilos zogen NSC Cimbria 1900, FZC Rudow 1973 und der FSV Spandauer Kickers direkt in die 2. Hauptrunde ein.

#### Wiederholungsspiele
| Datum                 |                          | Ergebnis              |                                 |
| --------------------- | ------------------------ | --------------------- | ------------------------------- |
| Mi 0.9.08., 18:00 Uhr | VfB Britz (KLB)          | 2:0                   | Polizei SV Berlin (KLB)         |
| Mi 0.9.08., 18:00 Uhr | SFC Stern 1900 (KLB)     | 1:2                   | FC Internationale Berlin (KLA)  |
| Mi 0.9.08., 18:00 Uhr | SSC Südwest 1947 (KLB)   | 0:2                   | CFC Hertha 06 (KLA)             |
| Mi 0.9.08., 18:00 Uhr | SV Nord-Nordstern (KLA)  | 5:3                   | BFC Alemannia 90 (KLA)          |
| Mi 0.9.08., 18:00 Uhr | BFC Südring (KLA)        | 3:3 n. V. (2:4 i. E.) | SC Borsigwalde 1910 (KLA)       |
| Mi 0.9.08., 18:30 Uhr | BFC Viktoria 1889 (LL)   | 5:5 n. V. (7:6 i. E.) | SpVgg Hellas-Nordwest 04 (KLB)  |
| Mi 0.9.08., 18:30 Uhr | NSC Südstern 08 (KLB)    | 2:2 n. V. (9:8 i. E.) | SV Dresdenia 1924 (KLC)         |
| Mi 0.9.08., 19:15 Uhr | BSC Kickers 1900 (KLB)   | 4:2                   | SpVgg Schöneberg (KLB)          |
| Do 10.08., 18:00 Uhr  | Concordia Wittenau (KLA) | 2:1                   | DJK Schwarz-Weiß Neukölln (KLB) |

### 2. Hauptrunde
An der 2. Hauptrunde nahmen die 64 Sieger der 1. Hauptrunde teil.
| Datum                 |                                     | Ergebnis  |                                   |
| --------------------- | ----------------------------------- | --------- | --------------------------------- |
| Di .15.08., 18:00 Uhr | Minerva 93 Berlin (KLA)             | 2:1       | Schwarz-Weiß Spandau (LL)         |
| Di .15.08., 18:30 Uhr | CFC Hertha 06 (KLA)                 | 1:2 n. V. | Hertha 03 Zehlendorf (OL)         |
| Di .15.08., 18:30 Uhr | Charlottenburger SV 1897 (KLB)      | 2:1       | SC Westend 1901 (KLA)             |
| Di .15.08., 19:00 Uhr | BSC Hota 1921 (KLA)                 | 7:1       | SG Rupenhorn (KLC)                |
| Mi .16.08., 18:00 Uhr | SC Berliner Amateure (KLC)          | 1:7       | Reinickendorfer Füchse (OL)       |
| Mi .16.08., 18:00 Uhr | SV Nord-Nordstern (KLA)             | 2:3 n. V. | Traber FC Mariendorf (OL)         |
| Mi .16.08., 18:00 Uhr | VfB Neukölln (LL)                   | 7:0       | SC Staaken (LL)                   |
| Mi .16.08., 18:00 Uhr | FSV Spandauer Kickers (KLB)         | 1:4       | Berliner SV 1892 (LL)             |
| Mi .16.08., 18:00 Uhr | Neuköllner Sportfreunde (LL)        | 4:2 n. V. | FSV Hansa 07 Berlin (KLB)         |
| Mi .16.08., 18:00 Uhr | Mariendorfer SV 06 (LL)             | 1:3       | Türkiyemspor Berlin (OL)          |
| Mi .16.08., 18:00 Uhr | SG Eichkamp (KLB)                   | 0:1       | Berliner TSV 1850 (KLB)           |
| Mi .16.08., 18:00 Uhr | Wacker 04 Berlin (OL)               | 3:1       | FC Stern Marienfelde (KLA)        |
| Mi .16.08., 18:00 Uhr | BSV Normannia 08 (KLA)              | 2:3 n. V. | Blau-Weiß 90 Berlin Amateure (OL) |
| Mi .16.08., 18:00 Uhr | FC Vatanspor / Akcayspor 1976 (KLC) | 1:7       | BFC Meteor 06 (KLA)               |
| Mi .16.08., 18:00 Uhr | 1. FC Neukölln (KLA)                | 6:4 n. V. | Berliner AK 07 (KLB)              |
| Mi .16.08., 18:00 Uhr | BFC Viktoria 1889 (LL)              | 4:1       | SC Borsigwalde 1910 (KLA)         |
| Mi .16.08., 18:00 Uhr | Rapide Wedding (OL)                 | 8:1       | SV Corso 1899 / Vineta (KLB)      |
| Mi .16.08., 18:00 Uhr | BSC Kickers 1900 (KLB)              | 0:8       | SC Charlottenburg (OL)            |
| Mi .16.08., 18:00 Uhr | FZC Rudow 1973 (KLC)                | 0:1       | Hertha BSC Amateure (OL)          |
| Mi .16.08., 18:00 Uhr | BFC Preussen (OL)                   | 7:1       | Spandauer SC 99 (KLB)             |
| Mi .16.08., 18:00 Uhr | Tasmania Berlin (OL)                | 0:1       | Tennis Borussia Berlin (OL)       |
| Mi .16.08., 18:00 Uhr | SC Union Südost (KLC)               | 3:1       | SV Norden-Nordwest (KLA)          |
| Mi .16.08., 18:00 Uhr | SC Teutonia Spandau (LL)            | 2:3       | NSC Cimbria 1900 (KLA)            |
| Mi .16.08., 18:00 Uhr | 1. FC Lübars (KLA)                  | 0:1       | FC Internationale Berlin (KLA)    |
| Mi .16.08., 18:00 Uhr | SC Gatow (LL)                       | 1:2       | Spandauer BC 06 (OL)              |
| Mi .16.08., 18:00 Uhr | Spandauer SV (OL)                   | 7:1       | BSC Agrispor (KLC)                |
| Mi .16.08., 19:00 Uhr | FC Brandenburg 03 (KLA)             | 2:0       | BFC Olympia 1953 (KLB)            |
| Do 17.08., 18:00 Uhr  | 1. FC Wacker Lankwitz (KLA)         | 7:3       | VfB Britz (KLB)                   |
| Do 17.08., 18:00 Uhr  | Concordia Wittenau (KLA)            | 2:1 n. V. | FV Blau-Weiß Spandau (KLA)        |
| Do 17.08., 18:00 Uhr  | BSC Rehberge 1945 (KLA)             | 7:1       | NSC Südstern 08 (KLB)             |
| Do 17.08., 18:00 Uhr  | SC Siemensstadt (OL)                | 2:1       | VfB Lichterfelde (OL)             |
| Do 17.08., 19:30 Uhr  | VfL Schöneberg (KLA)                | 5:0       | RFC Liberta (KLB)                 |

### 3. Hauptrunde
An der 3. Hauptrunde nahmen die 32 Sieger der 2. Hauptrunde teil.
Die Auslosung wurde am 18. August 1989 vorgenommen.
| Datum                 |                                | Ergebnis  |                                   |
| --------------------- | ------------------------------ | --------- | --------------------------------- |
| Mi .30.08., 18:00 Uhr | Berliner SV 1892 (LL)          | 0:5       | Traber FC Mariendorf (OL)         |
| Mi .30.08., 18:00 Uhr | VfB Neukölln (LL)              | 3:5       | Hertha BSC Amateure (OL)          |
| Mi .30.08., 18:00 Uhr | Reinickendorfer Füchse (OL)    | 4:0       | Neuköllner Sportfreunde (LL)      |
| Mi .30.08., 18:00 Uhr | Türkiyemspor Berlin (OL)       | 5:1       | BSC Rehberge 1945 (KLA)           |
| Mi .30.08., 18:00 Uhr | Spandauer SV (OL)              | 1:0       | Minerva 93 Berlin (KLA)           |
| Mi .30.08., 18:00 Uhr | Charlottenburger SV 1897 (KLB) | 1:5       | BFC Preussen (OL)                 |
| Mi .30.08., 18:00 Uhr | Tennis Borussia Berlin (OL)    | 8:0       | Berliner TSV 1850 (KLB)           |
| Mi .30.08., 18:00 Uhr | SC Union Südost (KLC)          | 3:5 n. V. | Rapide Wedding (OL)               |
| Mi .30.08., 18:00 Uhr | 1. FC Neukölln (KLA)           | 0:1       | VfL Schöneberg (KLA)              |
| Mi .30.08., 18:00 Uhr | 1. FC Wacker Lankwitz (KLA)    | 0:2       | FC Brandenburg 03 (KLA)           |
| Mi .30.08., 18:00 Uhr | FC Internationale Berlin (KLA) | 1:3       | BSC Hota 1921 (KLA)               |
| Do 31.08., 18:00 Uhr  | Wacker 04 Berlin (OL)          | 2:5       | Spandauer BC 06 (OL)              |
| Do 31.08., 18:00 Uhr  | SC Siemensstadt (OL)           | 0:0 n. V. | Blau-Weiß 90 Berlin Amateure (OL) |
| Do 31.08., 18:00 Uhr  | NSC Cimbria 1900 (KLA)         | 0:3       | Hertha 03 Zehlendorf (OL)         |
| Do 31.08., 19:00 Uhr  | BFC Meteor 06 (KLA)            | 2:2 n. V. | Concordia Wittenau (KLA)          |
| Mi 0.6.09., 18:00 Uhr | SC Charlottenburg (OL)         | 8:0       | BFC Viktoria 1889 (LL)            |

#### Wiederholungsspiele
| Datum                |                                   | Ergebnis  |                      |
| -------------------- | --------------------------------- | --------- | -------------------- |
| Do 07.09., 17:30 Uhr | Blau-Weiß 90 Berlin Amateure (OL) | 1:0       | SC Siemensstadt (OL) |
| Do 07.09., 18:00 Uhr | Concordia Wittenau (KLA)          | 4:1 n. V. | BFC Meteor 06 (KLA)  |

### Achtelfinale
Am Achtelfinale nahmen die 16 Sieger der 3. Hauptrunde teil.
Die Auslosung wurde am 8. September 1989 vorgenommen.
| Datum                 |                             | Ergebnis  |                                   |
| --------------------- | --------------------------- | --------- | --------------------------------- |
| So 26.11., 14:00 Uhr  | Türkiyemspor Berlin (OL)    | 3:3 n. V. | SC Charlottenburg (OL)            |
| Do 14.12., 19:00 Uhr  | FC Brandenburg 03 (KLA)     | 1:9       | Hertha 03 Zehlendorf (OL)         |
| So 17.12., 10:40 Uhr  | BFC Preussen (OL)           | 4:1       | Traber FC Mariendorf (OL)         |
| So 17.12., 10:40 Uhr  | Tennis Borussia Berlin (OL) | 9:0       | VfL Schöneberg (KLA)              |
| So 17.12., 13:45 Uhr  | Concordia Wittenau (KLA)    | 2:3       | BSC Hota 1921 (KLA)               |
| So 21.01., 13:45 Uhr  | Spandauer SV (OL)           | 2:0       | Spandauer BC 06 (OL)              |
| Di .23.01., 18:30 Uhr | Reinickendorfer Füchse (OL) | 2:0       | Blau-Weiß 90 Berlin Amateure (OL) |
| Mi .24.01., 18:30 Uhr | Rapide Wedding (OL)         | 1:2       | Hertha BSC Amateure (OL)          |

#### Wiederholungsspiel
| Datum                |                        | Ergebnis |                          |
| -------------------- | ---------------------- | -------- | ------------------------ |
| So 17.12., 13:45 Uhr | SC Charlottenburg (OL) | 0:3      | Türkiyemspor Berlin (OL) |

### Viertelfinale
Am Viertelfinale nahmen die acht Sieger aus dem Achtelfinale teil.
| Datum                 |                             | Ergebnis  |                             |
| --------------------- | --------------------------- | --------- | --------------------------- |
| So 28.01., 14:00 Uhr  | Hertha BSC Amateure (OL)    | 2:0       | BFC Preussen (OL)           |
| So 28.01., 14:00 Uhr  | BSC Hota 1921 (KLA)         | 1:2 n. V. | Türkiyemspor Berlin (OL)    |
| So 28.01., 14:00 Uhr  | Spandauer SV (OL)           | 2:2 n. V. | Reinickendorfer Füchse (OL) |
| Mi .14.02., 19:00 Uhr | Tennis Borussia Berlin (OL) | 0:2       | Hertha 03 Zehlendorf (OL)   |

#### Wiederholungsspiel
| Datum                |                             | Ergebnis |                   |
| -------------------- | --------------------------- | -------- | ----------------- |
| So 18.02., 14:30 Uhr | Reinickendorfer Füchse (OL) | 2:0      | Spandauer SV (OL) |

### Halbfinale
Am Halbfinale nahmen die vier Sieger aus dem Viertelfinale teil.
Die Auslosung wurde am 8. Februar 1990 vorgenommen.
| Datum                 |                             | Ergebnis  |                           |
| --------------------- | --------------------------- | --------- | ------------------------- |
| Di .10.04., 18:00 Uhr | Reinickendorfer Füchse (OL) | 1:3 n. V. | Hertha 03 Zehlendorf (OL) |
| Mi .11.04., 18:00 Uhr | Türkiyemspor Berlin (OL)    | 1:0       | Hertha BSC Amateure (OL)  |

### Finale
| Hertha 03 Zehlendorf                                               | Hertha 03 Zehlendorf | Türkiyemspor Berlin | Türkiyemspor Berlin |
| ------------------------------------------------------------------ | --- | --- | ------------------- |
| Hertha 03 Zehlendorf                                               | \| Sonntag, 13. Mai 1990 um 11:00 Uhr in West-Berlin (Mommsenstadion) \| \| Ergebnis: 1:2 (0:1) \| \| Zuschauer: 2.863 \| \| Schiedsrichter: Bodo Kriegelstein \|                                                                                  | \| Sonntag, 13. Mai 1990 um 11:00 Uhr in West-Berlin (Mommsenstadion) \| \| Ergebnis: 1:2 (0:1) \| \| Zuschauer: 2.863 \| \| Schiedsrichter: Bodo Kriegelstein \|                                                                  | Türkiyemspor Berlin |
| Hertha 03 Zehlendorf                                               | Bernd Stieler – Jürgen Schulz – Frederic Sallinger, Jörg Wolfram – Christian Becker (61. Olaf Ziemdorf), Martino Gatti, Bernd Geesdorf (46. Jörg Gaedke), Hans-Peter Stark, Bernd Kubowitz – Piotr Podkowik, Thomas Herbst Cheftrainer: Adolf Remy | Norbert Henkel – Erdal Celik – Ali Abdessemed, Kevin Sparey – Ali Aydogan, Yücel Aydin, Kim Konrad, Rainer Schulze (48. Oliver Kieback), Nevzat Kocakaya (82. Kemal Eraslan) – Damir Bujan, Ahmet Akar Cheftrainer: Hadhri Mokhtar | Türkiyemspor Berlin |
| Hertha 03 Zehlendorf                                               | 1:1 Piotr Podkowik (54.) | 0:1 Ahmet Akar (24.) 1:2 Oliver Kieback (90.+4') | Türkiyemspor Berlin |
| Hertha 03 Zehlendorf                                               | Hans-Peter Stark, Bernd Geesdorf | Ali Aydogan, Kim Konrad, Damir Bujan, Ahmet Akar | Türkiyemspor Berlin |
| Sonntag, 13. Mai 1990 um 11:00 Uhr in West-Berlin (Mommsenstadion) | | |                     |
| Ergebnis: 1:2 (0:1)                                                | | |                     |
| Zuschauer: 2.863                                                   | | |                     |
| Schiedsrichter: Bodo Kriegelstein                                  | | |                     |

## Der Landespokalsieger im DFB-Pokal 1990/91
| Datum                      |                           | Ergebnis  |                        | Runde         |
| -------------------------- | ------------------------- | --------- | ---------------------- | ------------- |
| Sa., 04.08.1990, 15:30 Uhr | Türkiyemspor Berlin (III) | 2:6 (0:1) | 1. FC Saarbrücken (II) | 1. Hauptrunde |